# Beatrice Sandström
Beatrice Irene Sandström (São Francisco, Califórnia, 9 de agosto de 1910 – Gotalândia Oriental, 3 de setembro de 1995) foi uma das últimas sobreviventes do naufrágio do RMS Titanic em 15 de abril de 1912.

## Início da vida
Beatrice Irene Sandström nasceu em 9 de agosto de 1910 em São Francisco, Califórnia, filha de Hjalmar Sandström e Agnes Bengtsson. Beatrice tinha uma irmã mais velha, Marguerite Rut, nascida em 23 de março de 1908.
Hjalmar e Agner haviam emigrado da Suécia para os Estados Unidos em 1908, pouco depois do nascimento de Marguerite, onde se estabeleceram em São Francisco. No entanto, eles não gostaram muito do estilo de vida e, em 1911, economizaram dinheiro suficiente para voltar a Suécia. Beatrice, sua mãe e sua irmã estavam visitando os pais de sua mãe em Hultsjö antes de embarcarem no RMS Titanic para retornar aos Estados Unidos.

## A bordo doTitanic
As Sandströms embarcaram no Titanic em Southampton, Inglaterra, em 10 de abril de 1912 como passageiras de terceira classe. A família compartilhou a cabine G6 com Elna Ström e sua filha de dois anos, Selma.
Pouco depois da colisão do Titanic com o iceberg às 11h40m do dia 14 de abril, Agnes e Elna foram acordadas por um mordomo. As mulheres vestiram suas filhas e dirigiram-se ao convés. Devido à grande multidão, Agnes perdeu as Ströms de vista para nunca mais vê-las novamente; Elna e Selma pereceram no desastre.
As Sandströms embarcaram no bote salva-vidas Nº 13, que foi resgatado pelo navio RMS Carpathia. O navio chegou na cidade de Nova Iorque em 18 de abril. Logo após sua chegada, Agnes e suas filhas foram enviadas para o Hospital St. Vincent. No outono de 1912, a família Sandström voltou para Motala, Gotalândia Oriental, Suécia.
Embora Beatrice não se lembrasse de nada sobre a viagem, ela costumava dizer: "Olha, a lua está caindo", talvez em referência aos foguetes de sinalização disparados enquanto o navio afundava.
Depois do naufrágio, Agnes e suas filhas voltaram para São Francisco, onde permaneceram por alguns meses. Eles venderam sua casa, empacotaram tudo o que possuíam e retornaram para Nova Iorque. Foi dito que, por conta do que aconteceu com o Titanic, Hjalmar comprou bilhetes da Cunard Line e, em agosto de 1912, a família voltou para a Inglaterra a bordo do RMS Mauretania como passageiros de segunda classe. Da Inglaterra eles navegaram em outro navio para a Suécia, onde permaneceram pelo resto de suas vidas.

## Mais tarde, vida e morte
Em 1988, Beatrice voltou aos Estados Unidos pela primeira vez desde 1912, quando participou de uma convenção de sobreviventes do Titanic organizada pelo Titanic Historical Society.
Beatrice morreu em 3 de setembro de 1995 aos 85 anos na Gotalândia Oriental, na Suécia. No momento de sua morte, ela era a décima sobrevivente do desastre.